# Batemannia colleyi
Batemannia colleyi es una especie de orquídeas epifita originaria de Sudamérica.

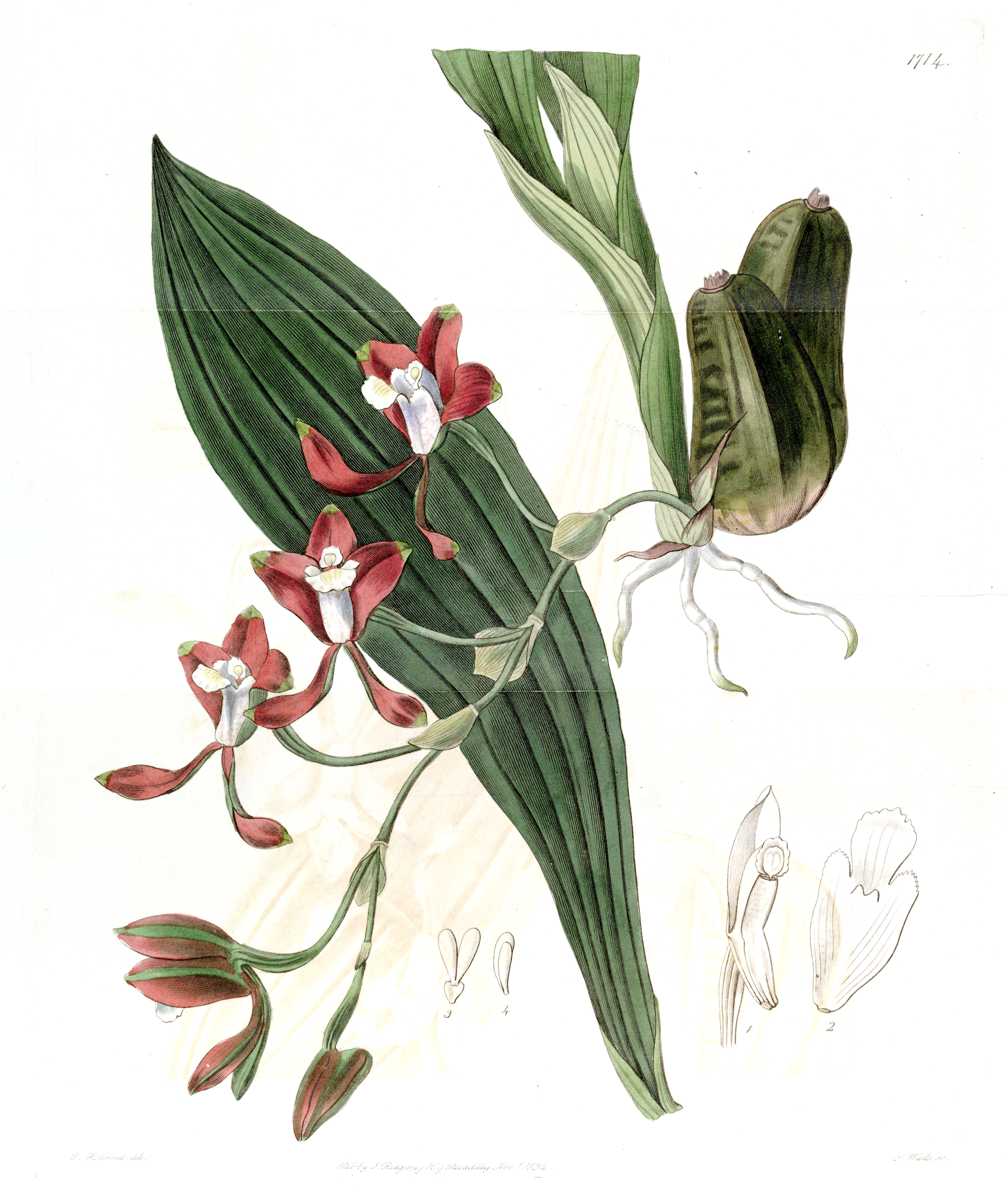
Ilustración

## Descripción
Es una orquídea de gran tamaño, que prefiere clima frío a cálido, con crecimiento de epífita cespitosa   que tiene pseudobulbos cilíndricos de 4 caras, brillante, de color verde oliva  subtendido por unas pocos y cortas vainas escariosas que llevan 2  hojas caducas, elíptico-lanceoladas,  pecioladas, acuminadas. Florece en la primavera en una inflorescencia arqueada, basal, cilíndrica, de color pálido verde-blanco,de 20 cm , con 2-7 flores dispuesta en una inflorescencia racemosa que surge con un nuevo crecimiento de pseudobulbo con brácteas florales grandes, con capucha, con flores duraderas, fragantes y largas dispuestas por debajo de las hojas.

## Distribución
Se encuentra en Colombia, Venezuela, Ecuador, Perú y Bolivia en los bosques vírgenes húmedos como un gran tamaño, en los troncos en la sombra densa a una altitud de 200 a 1.200 metros.

## Taxonomía
Batemannia colleyi fue descrita por John Lindley y publicado en Edwards's Botanical Register 20: t. 1714. 1834[1835].
Etimología
Batemannia: nombre genérico otorgado en honor del botánico inglés James Bateman, que publicó varios libros y artículos sobre las orquídeas.
colleyi: epíteto otorgado en honor de Colley, recolector inglés de orquídeas en los años 1800.
Sinónimos
- Batemannia peruviana Rolfe
- Batemannia petronia Barb.Rodr.
- Batemannia yauaperyensis Barb.Rodr.
- Lycaste colleyi (Lindl.) Planch.
- Maxillaria colleyi Planch.
- Petronia regia Barb.Rodr.[3][4]